# Peter Paige
Peter Paige (West Hartford, 20 giugno 1969) è un attore, regista e sceneggiatore statunitense.
Diventato famoso per il ruolo di Emmett Honeycutt nel telefilm Queer as Folk, è un attore televisivo e teatrale. Ha debuttato come regista e sceneggiatore nel 2004 con il film Say Uncle. Ha inoltre partecipato alla produzione di numerosi spettacoli teatrali di New York e di tutto il territorio americano.
Paige è apertamente gay.

## Biografia
Paige è nato a West Hartford, Connecticut nel 1969. Ha vissuto in diversi stati americani prima di diplomarsi al liceo. Successivamente si è laureato all'università di spettacolo e teatro di Boston; ha cominciato subito la gavetta in vari teatri partecipando a spettacoli come The Rivals, A Midsummer Night's Dream, You're a Good Man e Charlie Brown; e producendone uno, Pantophobia, che vedeva protagonisti solo due attori, lui e Abraham Higginbotham.

### Carriera
Il suo primo ruolo in TV lo vede interpretare il becchino nervoso Neil Pomeratz nella serie Susan. Ha partecipato poi a 5 episodi di Undressed e ad un episodio di Will & Grace.
Dopo numerosi ruoli in TV e in teatro conosce il grande successo nel 2000, quando viene scelto per interpretare Emmett Honeycutt nella serie Queer as Folk. Finita l'avventura di Queer as Folk appare in alcune serie TV di successo tra cui Grey's Anatomy nel 2006; dal 2007 al 2009 presta la sua voce alla serie animata Rick & Steve: The Happiest Gay Couple in All the World. Sempre nel 2007 recita nel film Ping Pong Playa. 
Nel 2010 ha partecipato alla produzione della serie TV Fly Girls.
Attualmente è impegnato come regista nella realizzazione di Donut Hole.

## Filmografia

### Cinema
- The Shooting, regia di Kaile Shilling – cortometraggio (1998)
- Pop, regia di Brian Johnson (1999)
- The Joyriders, regia di Bradley Battersby (1999)
- The Four of Us, regia di Holly Justo-Mosser e Michael Mosser – cortometraggio (2011)
- Childstar, regia di Don McKellar (2004)
- Say Uncle, regia di Peter Paige (2005)
- Ping Pong Playa, regia di Jessica Yu (2007)
- Leaving Barstow, regia di Peter Paige (2008)

### Televisione
- Un filo nel passato (Nowhere Man) - serie TV, episodio 1x14 (1996)
- Susan (Suddenly Susan) - serie TV, episodio 2x04 (1997)
- Caroline in the City - serie TV, episodio 4x06 (1998)
- Undressed - serie TV, 5 episodi (1999)
- Will & Grace - serie TV, episodio 2x04 (1999)
- Movie Stars - serie TV, episodio 2x11 (2000)
- Cenerentola a New York (Time of Your Life) - serie TV, episodio 1x14 (2000)
- Our America, regia di Ernest R. Dickerson - film TV (2002)
- Girlfriends - serie TV, episodio 3x04 (2002)
- Queer as Folk - serie TV, 83 episodi (2000-2005)
- Related - serie TV, 4 episodi (2005-2006)
- Grey's Anatomy – serie TV, episodio 3x02 (2006)
- Senza traccia (Without a Trace) - serie TV, episodio 5x14 (2007)
- CSI: Miami - serie TV, episodio 7x17 (2009)
- Avvocati a New York (Raising the Bar) - serie TV, episodio 2x03 (2009)
- Dishin' It Up!, regia di Karen Wilkens - film TV (2010)
- The Closer - serie TV, episodio 6x11 (2010)
- Bones - serie TV, episodio 6x14 (2011)
- The Thing About Harry - film TV, regia di Peter Paige (2020)

### Regista

#### Cinema
- Say Uncle (2005)
- Leaving Barstow, (2008)

#### Televisione
- The Thing About Harry – film TV (2020)

### Sceneggiatore e produttore
- Say Uncle, regia di Peter Paige (2005)
- The Katie May Show – serie TV (2008)
- Fly Girls – serie TV, 6 episodi (2010)
- Tut - Il destino di un faraone (Tut) – miniserie TV, 3 episodi (2015)
- The Fosters – serie tv (2013)
- The Thing About Harry, regia di Peter Paige – film TV (2020)

## Doppiaggio
- Rick & Steve: The Happiest Gay Couple in All the World - serie animata, 14 episodi (2007-2009)
- American Dad! – serie animata, 4 episodi (2006-2010)

## Doppiatori italiani
Nelle versioni in italiano delle opere in cui ha recitato, Peter Paige è stato doppiato da:
- Francesco Pezzulli in Grey's Anatomy, CSI: Miami
- Francesco Bulckaen in Senza traccia, The Closer
- Federico Di Pofi in Queer As Folk
- Guido Di Naccio in Bones
- Fabrizio Dolce in Station 19